# Trebia
Trebia (italsky Trebbia) je řeka na severu Itálie (Emilia-Romagna, Lombardie, Ligurie). Je to pravý přítok řeky Pád. Je 115 km dlouhá. Povodí má rozlohu 1000 km².

## Historie

### Antika
V prosinci roku 218 př. n. l. v době punských válek došlo na řece k bitvě mezi kartaginskou armádou Hannibala a římskou armádou Sempronia Longa.

### Napoleonské války
V červnu roku 1799 v době napoleonských válek došlo na řece k bitvě mezi rusko-rakouskou armádou polního maršála A. V. Suvorova a francouzskou armádou generála MacDonalda.